# Paul Fournier
Paul Eugène Louis Fournier (geboren am 26. November 1853 in Calais; gestorben am 14. Mai 1935 in Paris) war ein französischer Rechtshistoriker, der vor allem für seine Forschungen zur Geschichte des Kirchenrechts im Mittelalter bekannt wurde.

## Akademische Karriere und Forschung
Er studierte ab 1871 Rechtswissenschaften und schrieb sich 1875 zusätzlich in der neu gegründeten École des Chartes ein. Nach einem Studienaufenthalt an der École française de Rome schloss er beide Studiengänge ab: Er wurde 1878 mit einer Arbeit zum römischen Recht promoviert und erwarb 1879 den Abschluss als archiviste-paléographe mit einer Arbeit über die mittelalterlichen Offizialatsgerichtsbarkeit. Er war damit einer der ersten französischen Gelehrten seit der Französischen Revolution, der spezifisch zur Kirchenrechtsgeschichte forschte. 
Kurz nach seiner Agrégation (Staatsprüfung für Hochschullehrer) in Rechtswissenschaft 1880 wurde er zum Professor für römisches Recht an der Universität Grenoble berufen. Sein Forschungsschwerpunkt wurden die Kanones-Sammlungen des frühen und hohen Mittelalters, zu denen er in rascher Folge zahlreiche Einzelstudien vorlegte. Viele davon galten bis weit ins 20. Jahrhundert als wichtigste Arbeiten zu den jeweiligen Werken. Er kombinierte solide grundwissenschaftliche und rechtshistorische Analysen mit einer Form der Ideengeschichte, die seine Arbeiten auch für viele Historiker anderer Teildisziplinen attraktiv machten. Seine Forschungen waren vom Kulturkampf geprägt; Fournier selbst vertrat in seinen Publikationen einen deutlichen kirchlich-katholischen Standpunkt.
Im Jahr 1914 wurde er als Nachfolger von Adhémar Esmein an die Universität von Paris berufen, 1920 erhielt er eine eigens für ihn geschaffene Professur für Kirchenrechtsgeschichte. In dieser Zeit gehörte er zu den einflussreichsten Rechtshistorikern in Frankreich. Er beriet die Regierung in Fragen der Kirchenpolitik, war Mitherausgeber der wichtigen Zeitschrift Revue historique du droit français et étranger, Präsident der rechtshistorischen Fachgesellschaft Société d’histoire du droit und erhielt zahlreiche Auszeichnungen; unter anderem war er Mitglied der Académie des inscriptions et belles-lettres (ab 1911), Officier de l’Instruction publique sowie Offizier der Ehrenlegion.
Mit Unterstützung seines Schülers Gabriel Le Bras verfasste er seine Histoire des collections canoniques en Occident depuis les fausses décrétales jusqu’au Décret de Gratien, die 1931/32 in zwei Bänden erschien. Sie galt für Jahrzehnte als Standardwerk zur Geschichte des Kirchenrechts im Mittelalter und wird bis heute in der Forschung diskutiert.